# Zhang Fakui

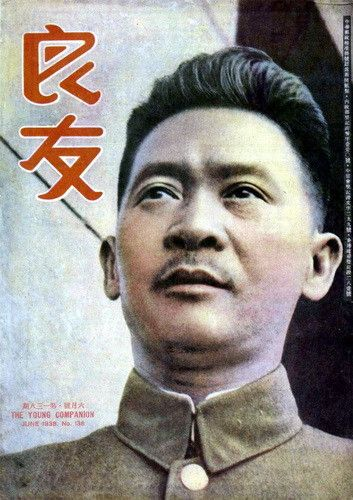
Zhang Fakui en la portada de la revista Liangyou, 1938.

Zhang Fakui (张发奎; Shixing County, provincia de Guangdong  2 de septiembre de 1896 – Hong Kong 10 de marzo de 1980), fue un militar chino, que intervino en diversos conflictos: guerra contra los señores de la guerra, en la guerra contra los japoneses y en la lucha contra los comunistas durante la guerra civil china. Fue miembro del Kuomintang (KMT) y llegó a ocupar importantes puestos en el Ejército Nacional Revolucionario.

## Biografía

### Carrera militar
Zhang Fakui nació el 2 de septiembre de 1896 en la provincia de Cantón. Tras la revolución de Xinhai (1911), Zhang se unió a las partidas militares que actuaban en su región. En 1925 se unió a los nacionalistas chinos del Kuomintang (KMT). En aquella época el Kuomintang estaba organizando un gobierno nacional en Cantón, opuesto a los señores de la guerra que en aquella época dominaban gran parte de China. Entre 1925 y 1928 tomó parte en varias campañas militares, especialmente en la llamada Expedición del Norte. Zhang alcanzó una gran fama popular puesto que las fuerzas del 4.º Ejército a su mando derrotaron al señor de la guerra Wu Peifu en las batallas por el control de Wuhan central. Por esas fechas también obtuvo una importante victoria sobre la Camarilla de Fengtian en la provincia de Henan. 
Posteriormente, Zhang intervino en las disputas internas del Kuomintang, apoyando inicialmente a Wang Jingwei frente a Chiang Kai-Shek —líder del KMT—. La derrota de la facción liderada por Wang Jingwei obligó a Zhang a abandonar el Ejército y exiliarse temporalmente en Japón. A pesar de que regresó a China en 1929 y reingresó en el Ejército, siguió implicado en las luchas internas del Kuomintang. En 1930 participó en la Guerra de las Planicies Centrales, donde alió con otros señores de la guerra y rivales de Chiang Kai-Shek. Las unidades a su mando intentaron capturar —sin éxito— la ciudad de Cantón, importante centro de poder del Kuomintang.
Tras el estallido de la segunda guerra sino-japonesa, Zhang participó en varias operaciones militares contra los japoneses. En la batalla de Shanghái (1937) estuvo al frente de un grupo de unidades, y en la batalla de Wuhan (1938) estuvo al frente de un Cuerpo de ejército. En noviembre de 1944, ante la caída en manos japonesas de Guilin y Nanning —consecuencia de la Operación Ichi-Go—, Zhang se vio forzado a retirar su cuartel general y los de todo el 4.º Comando militar.

### Relación con Vietnam
Zhang llegó a acoger en su cuartel general a varios nacionalistas y revolucionarios vietnamitas, entre ellos al dirigente comunista Hồ Chí Minh, con el que llegó a intercambiar impresiones. También organizó en Lizhou una tapadera, la llamada «Liga Revolucionaria Vietnamita», para organizar a todos los émigrés vietnamitas en China. Duranta su etapa china, Hồ Chí Minh llegó a decirle a su anfitrión:

Soy un comunista, pero para mi ahora mismo lo importante es la independencia y la libertad de mi país, no el comunismo. Yo le garantizo personalmente que el comunismo no será una realidad en Vietnam durante los siguientes cincuenta años.

Zhang también prestó un importante apoyo al Partido Nacionalista Vietnamita (Viet Nam Quoc Dan Dang, VNQDD). Trabajó junto a Nguyen Hai Than, líder de la Liga Revolucionaria Vietnamita y miembro del VNQDD, para su futura lucha tanto contra los colonialistas franceses como contra los comunistas vietnamitas. El propio Zhang bloqueó astutamente que tanto Hồ Chí Minh como los comunistas vietnamitas entrasen a formar parte de la Liga Revolucionaria, dado que su principal objetivo era asegurarse la influencia china en la Indochina. De hecho, durante la Segunda Guerra Mundial el KMT utilizó a los nacionalistas vietnamitas en su lucha contra los japoneses.

### Últimos años
En 1949, con la derrota del Kuomintang en la Guerra civil contra los comunistas, Zhang marchó a la colonia británica de Hong Kong. Durante el resto de su vida no volvió a ocupar ningún papel relevante, ni participó activamente en política. Falleció en Hong Kong el 10 de marzo de 1980.